# Cyril Richardson
Cyril Joseph Richardson (New Orleans, 27 dicembre 1990) è un ex giocatore di football americano statunitense che ha giocato nel ruolo di offensive guard. Scelto nel corso del quinto giro (149º assoluto) del Draft NFL 2014, in precedenza aveva giocato a football per i Bears della Baylor University.

## Carriera universitaria
Nativo di New Orleans, dopo aver giocato a football per tre diverse High School della Louisiana, a seguito di due cambi di città della sua famiglia dovuti alle conseguenze dell'Uragano Katrina, Richardson ricevette l'interesse di diverse università della Big 12 Conference prima di optare nel luglio del 2008 per la borsa di studio offertagli da Baylor. 
Redshirt (poteva allenarsi ma non disputare incontri ufficiali) nel suo primo anno presso l'ateneo del Texas, Richardson nel 2010 prese parte a 12 incontri dei 13 disputati durante tutto l'arco della stagione dai Bears, partendo come titolare in 4 incontri nel ruolo di guardia ed aiutando l'offensive line a classificarsi 3ª nella Big 12 e 24ª a livello nazionale in yard concesse su corsa (196,4) e 4ª nella Big 12 in sack concessi alle difese avversarie (1,54 in media a partita). L'anno seguente fu titolare in tutti e 13 gli incontri della stagione regolare, ma venne spostato da guardia ad tackle sinistro, ruolo nel quale, a protezione del lato cieco del quarterback Robert Griffin III (a fine anno premiato con il prestigiosissimo Heisman Trophy 2011), diede un importante contributo nel far sì che a livello nazionale l'attacco di Baylor si classificasse, a livello nazionale, 2º in total offense (587,1 yard in media a partita), 4º in yard passate (351,5 in media a partita) ed in punti messi a segno (45,3 yard in media a partita), e 10º in yard corse (235,6 in media a partita).
Nel 2012, con l'arrivo del freshman offensive tackle Spencer Drango nel ruolo di tackle sinistro, Richardson tornò ad essere la guardia sinistra titolare dei Bears, ruolo nel quale disputò dall'inizio 12 incontri su 13, aiutando ancora una volta l'attacco a classificarsi 2º a livello nazionale in total offense con 572,2 yard in media a partita, e 1º nella Big 12 su corsa con 231,7 yard in media a partita. Al termine della stagione fu inserito nel Second-team All-American e nel First-team All-Big 12 oltre che eletto Offensive Lineman dell'Anno della Big 12. Nel 2013 disputò tutte e 13 le gare da titolare nel ruolo di guardia e fu membro di una offensive line che si confermò ancora una volta tra le migliori a livello nazionale, aiutando l'attacco dei Bears a classificarsi 1º in total offense (618,8 yard in media a partita) ed in punti messi a segno (52,4 yard in media a partita) e 13º (e 1º nella Big 12) in yard corse (259,7 in media a partita). A fine stagione fu premiato con il Jim Parker Award quale miglior offensive lineman della nazione, fu ancora una volta inserito nel First-team All-Big 12 e premiato come Offensive Lineman dell'Anno della Big 12 ma soprattutto fu solo il 7º giocatore ad essere eletto Unanimous All-American ed il 5º ad essere All-American per più di una stagione, nella storia di Baylor.

### Vittorie e premi

#### Università
- Big 12 Championship: 1

Baylor Bears: 2013
- Holiday Bowl: 1

Baylor Bears: 2012
- Alamo Bowl: 1

Baylor Bears: 2011

#### Individuale
- First-team All-American: 1

2013
- Second-team All-American: 1

2012
- First-team All-Big 12: 2

2012, 2013
- Jim Parker Trophy: 1

2013
- Offensive Lineman dell'Anno della Big 12: 2

2012, 2013

## Carriera professionistica

### Buffalo Bills
Definito dall'analista di NFL.com Daniel Jeremiah come "uno dei giocatori più fisici del college football", Richardson era considerato una delle migliori guardie eleggibili al Draft NFL 2014 ed era pronosticato per essere selezionato tra 3º e 4º giro. Alla fine fu selezionato al 5º giro come 149º assoluto dai Buffalo Bills. Il 23 maggio firmò il suo primo contratto da professionista, un quadriennale da 2,35 milioni di dollari di cui 186.740 garantiti alla firma. Debuttò come professionista partendo come titolare nella settimana 4 contro gli Houston Texans. La sua prima stagione si chiuse con 12 presenze, di cui 4 come titolare.

## Statistiche
| Partite totali      | 12 |
| Partite da titolare | 4  |

Statistiche aggiornate alla stagione 2014